# Felipe Benicio Navarro Aliguer
Felipe Benicio Navarro Aliguer (Grao, 24 de enero de 1774-Valencia, 1832) fue un político español.

## Biografía
Abogado, Alcalde de Casa y Corte y Fiscal del Consejo de Castilla. En la primera etapa del reinado de Fernando VII ya con el Trienio liberal fue con carácter interino ministro de Gracia y Justicia entre marzo y abril de 1820.